# سونا بانویان
سونا ناهاپتی بانوُیان (ارمنی: Սոնա Նահապետի Բանոյան؛ انگلیسی: Sona Banoyan؛ ۱۲ آوریل ۱۹۵۳) یک نقاش اهل ارمنستان است. وی از دهه ۱۹۸۰ میلادی تا کنون فعالیت می‌کند.

## زندگی‌نامه
وی در ۱۲ آوریل ۱۹۵۳ در ایروان به دنیا آمد و از کالج دولتی هنرهای زیبای پانوس ترلمزیان فارغ‌التحصیل شد. وی عضو اتحادیه نقاشان ارمنستان می‌باشد. از دهه ۱۹۸۰ در مرکز ملی زیبایی‌شناسی هنریک ایگیتیان تدریس می‌کند. وی همچنین برندهٔ جوایزی همچون چهره فرهنگی شایسته جمهوری ارمنستان (۲۰۱۲)، تقدیرنامه وزارت فرهنگ جمهوری ارمنستان (۲۰۰۳) و جایزه اول اتحایه نقاشان ارمنستان برای ملیله‌کاری «مبارزه من» شده است.

## یادداشت
1. ↑  Լյուդվիգ Ավետիսյան
2. ↑  ՀՀ մշակույթի նախարարության շնորհակալագիր
3. ↑  Հայաստանի նկարիչների միության առաջին մրցանակ «Իմ պայքարը» գոբելենի համար

## نگارخانه

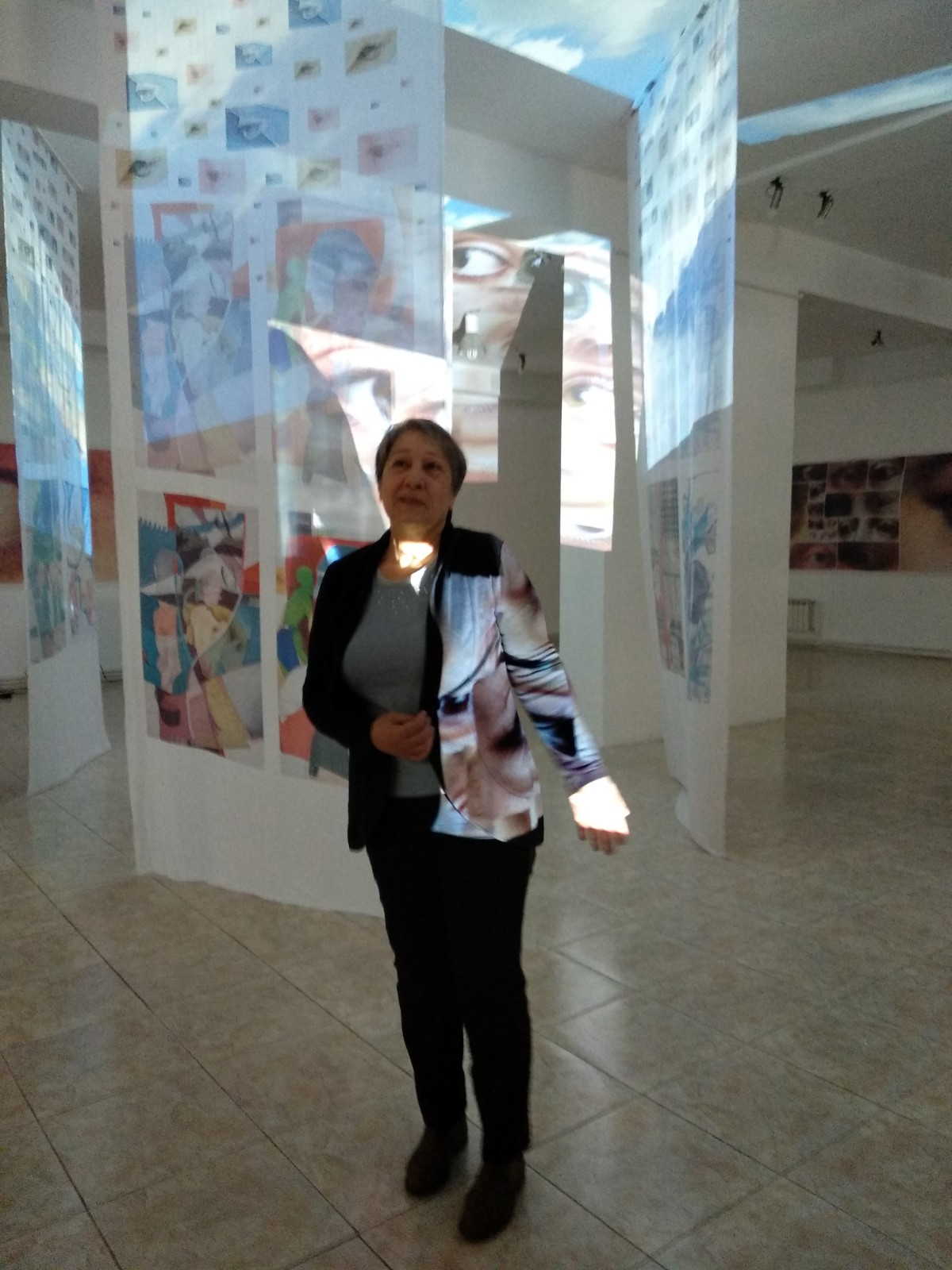